# RCD Espanyol de Barcelone
Ne pas confondre avec le FC Barcelone, un autre club de football basé à Barcelone.
Maillots
Actualités
Le Reial Club Deportiu Espanyol de Barcelona, couramment abrégé RCD Espanyol ou Espanyol et communément appelé Espanyol de Barcelone en français, est un club de football espagnol fondé le 28 octobre 1900 et basé à Barcelone, en Catalogne.
L'Espanyol évolue en Championnat d'Espagne de football de première division. Annuellement, le club organise le tournoi estival dit Trophée de la ville de Barcelone de 1974 à 2015. L'un de ses clubs pionniers, il n'a jamais été champion d'Espagne, terminant néanmoins troisième à quatre reprises, mais gagne la Segunda División à deux reprises ainsi que quatre Coupe du Roi. Au niveau européen, l'Espanyol est finaliste de la Coupe de l'UEFA en 1988 et 2007.

## Histoire
La pratique du football suscite l'intérêt tout à la fin du XIXe siècle en Catalogne. En 1897, Ángel Rodríguez, un étudiant en ingénierie de l'université de Barcelone, fonde, avec ses amis universitaires Octavi Aballí et Lluís Roca, la Societat Gimnàstica Espanyola. Ce club a pour vocation une pratique omnisports.

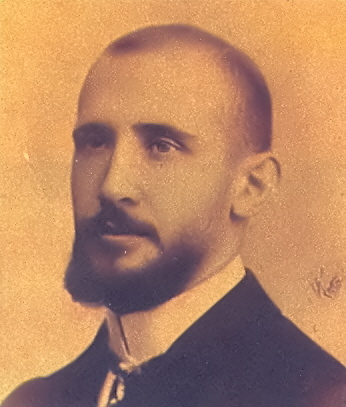
Ángel Rodríguez, fondateur du club.

Trois années passent et Rodríguez, attiré par le football qui commence alors à éclore, fonde la Sociedad Española de Foot-ball le 28 octobre 1900. La fondation est officialisée par une rubrique parue sur le journal Los Deportes à cette date. Le choix du nom du club est motivé par le fait que les autres clubs barcelonais — le Catalá FC, l'Hispania AC et le FC Barcelone — ont dans leurs noms une référence à la ville ou à la région mais également pour affirmer le fait que le club souhaite n'enrôler que des joueurs espagnols. Le club constitue ainsi une équipe composée de joueurs locaux, ce qui va naturellement conduire à une rivalité avec le FC Barcelone, fondé un an plus tôt par le Suisse Joan Gamper, et qui compte principalement des étrangers dans son effectif,.
Les premières couleurs de la tenue sont le jaune pour le haut et le noir pour le short et les chaussettes. Le choix du jaune trouve son origine dans le fait que l'un des premiers propriétaires, dit socio, du club avait du tissu de cette couleur dans son entreprise textile,. L'équipe joue ses rencontres, à caractère amical, au Velódromo de la Bonanova et au Campo d'en Grassot lors de ses débuts.
Les premiers matchs connus de son histoire se déroulent les 11 et 18 novembre 1900 contre le Catalá FC et le 25 du même mois face à l'Hispania AC. La Sociedad a pour premiers membres Rafael Balmes, Joaquín Carril, Telesforo Álvarez, Aballí, Luciano Lizarraga, Enrique Montells, Joaquín Sánchez, Ángel Ruiz, Ángel Rodríguez, Gaspar Munner et Ángel Ponz. Le 23 décembre, le club affronte pour la première fois le FC Barcelone au Campo del Hotel Casanovas, stade des Blaugranas, et obtient un nul vierge.
Le 20 février 1910, l'assemblée générale décide de renommer le club en Club Deportivo Español. Le 25 avril 1912, le club est une nouvelle fois renommé, recevant du roi Alphonse XIII le titre de « royal » et devenant ainsi le Real Club Deportivo Español. Il adopte les couleurs blanc et bleu, en hommage à l'amiral catalan des Almogavres, Roger de Llúria.
En 1988, l'Espanyol, entraîné par Javier Clemente, se distingue en se qualifiant pour la finale de la Coupe UEFA contre le Bayer Leverkusen après avoir éliminé notamment l'AC Milan et l'Inter Milan. Le match aller voit les Pericos surclasser les Allemands à domicile, sur le score de 3 à 0 avec notamment un doublé de Sebastián Losada. Mais le club vit l'une des soirées les plus difficiles de son histoire au match retour, le 18 mai 1988, en concédant trois buts en seconde période. L'Espanyol débute bien les tirs au but et mène 2-1 après un échec du Bayer. Las, ses trois tireurs suivants échouent face au portier Rüdiger Vollborn et c'est Leverkusen qui remporte finalement le trophée,.
En décembre 1992, le club devient une sociedad anónima deportiva (es), fonctionnant grâce aux actions. En février 1995, il se renomme sous forme catalane et ajoute pour la première fois le suffixe de Barcelona, ce qui donne le Reial Club Deportiu Espanyol de Barcelona. Javier Sáenz, directeur de l'image du club, nie que ce renommage est une manière de réaffirmer l'identité catalane du désormais Espanyol et précise : « Nous sommes catalans depuis notre fondation en 1900. »
Durant la saison 2006-2007, l'Espanyol parvient à atteindre la finale de la Coupe UEFA pour la deuxième fois de son histoire. Entraîné par Ernesto Valverde, les Catalans se défont notamment du Benfica Lisbonne et du Werder Brême durant les phases éliminatoires. La finale contre le Séville FC se finit sur le score de 2 à 2, et, comme en 1988, l'Espanyol s'incline aux tirs au but (1-3).
Le 8 août 2009, le capitaine Daniel Jarque, âgé de 26 ans, décède d'une crise cardiaque lors d'un stage d'été du club dans la ville italienne de Florence. Lorsqu'il inscrit l'unique but de la finale de la Coupe du monde 2010 face aux Pays-Bas, le milieu du Barça Andrés Iniesta rend hommage à son ami en retirant son maillot durant sa célébration, laissant voir le message « Dani Jarque, siempre con nosotros »,. Depuis son décès, les supporters de l'Espanyol ont coutume de rendre hommage à leur capitaine en faisant une ovation sonore à la vingt-et-unième minute de chaque rencontre, le numéro qu'il portait.
Au mois de novembre 2015, le groupe chinois Rastar Group rachète plus de 50 % des actions de l'Espanyol, ce qui lui donne le contrôle total du club. Le 20 janvier 2016, le président Joan Collet (es) et son conseil d'administration sont démis de leurs fonctions et remplacés par l'homme d'affaires chinois Chen Yansheng (es). En plus des 15 millions d'euros pour le rachat des actions, Rastar apporte 35 millions pour éponger une partie de la dette du club, alors de 100 millions d'euros, qu'il prévoit de rembourser d'ici 2019.
Le 8 juillet 2020, l’Espanyol est officiellement relégué à la suite de la défaite face au FC Barcelone lors de la 35e journée de Liga. C'est la cinquième fois que le club est relégué. L’Espanyol n’avait plus quitté la Liga depuis 1993. Au cours d'une saison jugée comme l'une des plus catastrophiques de son histoire, le club connaît quatre entraîneurs mais ne parvient pas à s'extirper du bas du classement. Après un match nul blanc face au Celta de Vigo durant la dernière journée, l'Espanyol termine dernier du championnat. La descente du club marque un profond contraste avec la saison précédente qui avait vu les Pericos finir septième de Liga.
l'Espanyol remonte en Liga à la suite de son match nul 0-0 face au Real Saragosse le 8 mai 2021. Le club est officiellement champion de Segunda à l'issue de la dernière journée de championnat, malgré une défaite à AD Alcorcón. Il finit premier du classement, à égalité avec le RCD Majorque, mais devançant son rival par les points en confrontations directes.
L'Espanyol vit une saison 2022-2023 compliquée qui le voit côtoyer le bas du classement. En panne de résultats positifs, le club se sépare de son entraîneur Diego Martínez en avril 2023, à quelques semaines de la fin du championnat, et appelle Luis García, ancienne gloire blanquiazul des années 2000 et 2010. Malgré son arrivée, l'Espanyol ne parvient pas à enrayer sa dynamique négative et se retrouve officiellement relégué le 28 mai 2023 lors de l'avant-dernière journée. En déplacement à Valence, également menacé de descente, les Pericos parviennent à mener au score la majorité du match mais un but adverse dans le temps additionnel permet aux locaux d'arracher un nul sur le score de deux à deux entérinant la relégation des Catalans, qui ne peuvent plus se sauver. L'Espanyol subit une deuxième descente en l'espace de trois ans, première dans l'histoire du club.

## Identité du club

### Logo

Logo de 1995 à 2005.
Logo de 2005 à 2022.
Logo depuis 2022.

### Maillot
| 1900 | 1901 | 1906 X Sporting | 1909 | 1915 | 1941 |  |

| 1966 | 1980 | 2000 | 2001 | 2004 | 2006 |  |

## Palmarès

### Football
| Compétitions nationales (6) | Compétitions régionales (18) | Compétitions internationales (1) |
| - Championnat d'Espagne : - Troisième : 1933, 1967, 1973 et 1987. - Championnat d'Espagne de deuxième division (2) : - Champion : 1994 et 2021. - Coupe d'Espagne (4) : - Vainqueur : 1929, 1940, 2000 et 2006. - Finaliste : 1911, 1915, 1941, 1947 et 1957. | - Championnat de Catalunya (12) : - Champion : 1903, 1904, 1906, 1907, 1908, 1912, 1915, 1918, 1929, 1933, 1937 et 1940. - Copa Catalunya (6) : - Vainqueur : 1995, 1996, 1999, 2006, 2010 et 2011 | - Ligue Europa : - 7 participations. - Finaliste : 1988 et 2007. Compétitions disparues - Coupe des villes de foires : - 2 participations. - Meilleur parcours : 1/4 de finaliste en 1962 et 1966. - Coupe Intertoto (1) : - 3 participations. - Vainqueur : 1968. |

## Statistiques et records

### Records du club
- Saisons en Primera División : 85
  - Total de matchs : 2 740
  - Total de victoires : 979
  - Total de matchs nuls : 642
  - Total de défaites : 1 119
  - Buts marqués : 3 720
  - Buts concédés : 4 034

- Plus large victoire en Primera División
  - à domicile : Español 8-0 Real Sociedad (23 mars 1942)
  - à l'extérieur : CE Sabadell 0-6 Español (13 mai 1945)

- Plus grande défaite en Primera División
  - à domicile : Espanyol 1-5 Getafe CF (20 mai 2007)
  - à l'extérieur : Athletic Bilbao 9-0 Español (17 février 1929)

### Records des joueurs
- Plus grand nombre d'apparitions en Primera División :
  -  Raúl Tamudo : 340
  -  Antonio Argilés (en) : 300
  -  Mauricio Pochettino : 273

- Meilleurs buteurs de l'histoire en Primera División :
  -  Raúl Tamudo : 130
  -  Rafael Marañón : 111
  -  Julià Arcas : 86

- Trophée Zamora :
  -  Ricardo Zamora : 24 buts encaissés (1929)
  -  Marcel Domingo : 34 (1952-1953)
  -  Toni Jiménez : 31 (1997-1998)

### Records des entraîneurs
- Plus grand nombre de matchs en Primera División :
  -  José Santamaría : 218
  -  Patricio Caicedo (en) : 198
  -  Javier Clemente : 159

### Autres records
- Àngel Ponz est le premier buteur de l'histoire de la Coupe d'Espagne le 13 mai 1902.
- Pitus Prat est le premier buteur de l'histoire de Primera División le 10 février 1929.
- Le club fut le premier (en 1904) et le dernier (en 1940) champion de Catalogne.
- Il est, jusqu'en 1962, le 4e club de Primera División à ne pas être descendu en Segunda División.
- Il est le 6e meilleur club de l'histoire de Primera División.
- Il est le meilleur club historique qui n'a pas gagné la Primera División.

## Joueurs et personnalités du club

### Présidents
Le tableau suivant présente la liste des présidents du club depuis 1902.
| Rang | Nom                     | Période   |
| ---- | ----------------------- | --------- |
| 1    | Ángel Rodríguez Ruiz    | 1900-1902 |
| 2    | Josep María Miró Trepat | 1902-1906 |
| 3    | Poste vacant            | 1906-1909 |
| 4    | Julià Clapera Roca      | 1909      |
| 5    | Ángel Rodríguez Ruiz    | 1909-1910 |
| 6    | Evelio Doncos           | 1910-1911 |
| 7    | Josep García Hardoy     | 1911-1912 |
| 8    | Santiago de la Riva     | 1912-1913 |
| 9    | Alfonso Ardura          | 1913-1914 |
| 10   | Josep García Hardoy     | 1914-1915 |
| 11   | José María Bernadas     | 1915-1918 |
| 12   | Manuel Allende          | 1918-1919 |
| 13   | Victorià de la Riva     | 1919-1920 |

| Rang | Nom                          | Période   |
| ---- | ---------------------------- | --------- |
| 14   | Genaro de la Riva            | 1920-1922 |
| 15   | Victorià de la Riva          | 1922-1924 |
| 16   | Santiago de la Riva          | 1924-1925 |
| 17   | Genaro de la Riva            | 1925-1930 |
| 18   | Santiago de la Riva          | 1930-1931 |
| 19   | Javier de Salas              | 1931-1933 |
| 20   | Genaro de la Riva            | 1933-1942 |
| 21   | Francisco Román Cenarro      | 1942-1947 |
| 22   | José Salas Painello          | 1947-1948 |
| 23   | Francisco Javier Sáenz       | 1948-1958 |
| 24   | Frederic Marimón Grifell     | 1958-1960 |
| 25   | Victorià Oliveras de la Riva | 1960-1962 |
| 26   | Cesáreo Castilla Delgado     | 1962-1963 |

| Rang | Nom                   | Période   |
| ---- | --------------------- | --------- |
| 27   | Josep Fusté Noguera   | 1963-1967 |
| 28   | Juan Vilá             | 1967-1969 |
| 29   | Josep Fusté Noguera   | 1969-1970 |
| 30   | Manuel Meler          | 1970-1982 |
| 31   | Antonio Baró          | 1982-1989 |
| 32   | Ferrán Martorell      | 1989      |
| 33   | Julio Pardo           | 1989-1993 |
| 34   | Francisco Perelló     | 1993-1997 |
| 35   | Daniel Sánchez Llibre | 1997-2011 |
| 36   | Ramon Condal          | 2011-2012 |
| 37   | Juan Collet           | 2012-2016 |
| 38   | Chen Yansheng         | 2016-0000 |

### Entraîneurs
Le tableau suivant présente la liste des entraîneurs du club depuis 1922.

### Joueurs emblématiques
- Julià Arcas
- Francisco Armet
- Arteaga
- José Artigas
- Crisant Bosch
- Luis Cembranos
- Miquel Corominas
- Iván de la Peña
- José María García
- Roger
- Pere Gibert
- Mariano Homs
- Josep Munné i Sampere
- José Padron
- Pitus Prat
- Miguel Hernandez
- Marcial Pina
- Rafael Marañón
- Miquel Soler
- Francisco López Alfaro
- Toni Jiménez
- Daniel Solsona
- Daniel Jarque
- Jordi Lardín
- Raúl Tamudo
- Sergio González
- Albert Riera
- Ricardo Zamora
- Manuel Zúñiga
- Luis García
- Sergio García
- Gerard Moreno
- Marco Asensio
- Sergi Darder
- Marc Roca
- Mauricio Pochettino
- Pablo Zabaleta
- Maxi Rodríguez
- Miguel Pineda
- Marcel Domingo
- Nicolas Ouédec
- Constantin Galca
- Florin Raducioiu
- Cyril Domoraud
- Romaric N'Dri Koffi
- Cayetano Ré
- Miguel Ángel Benítez
- Shunsuke Nakamura
- Carlos Caszely
- Zoltan Czibor
- Thomas Nkono
- Carlos Kameni
- John Lauridsen
- Francisco Palencia
- Branko Brnovic
- László Kubala

## Effectif actuel

### Effectif professionnel actuel
Le premier tableau liste l'effectif professionnel du RCD Espanyol pour la saison 2025-2026. Le second recense les prêts effectués par le club lors de cette même saison.
En grisé, les sélections de joueurs internationaux chez les jeunes mais n'ayant jamais été appelés aux échelons supérieurs une fois l'âge-limite dépassé ou les joueurs ayant pris leur retraite internationale.

## Installations du club

### Stades

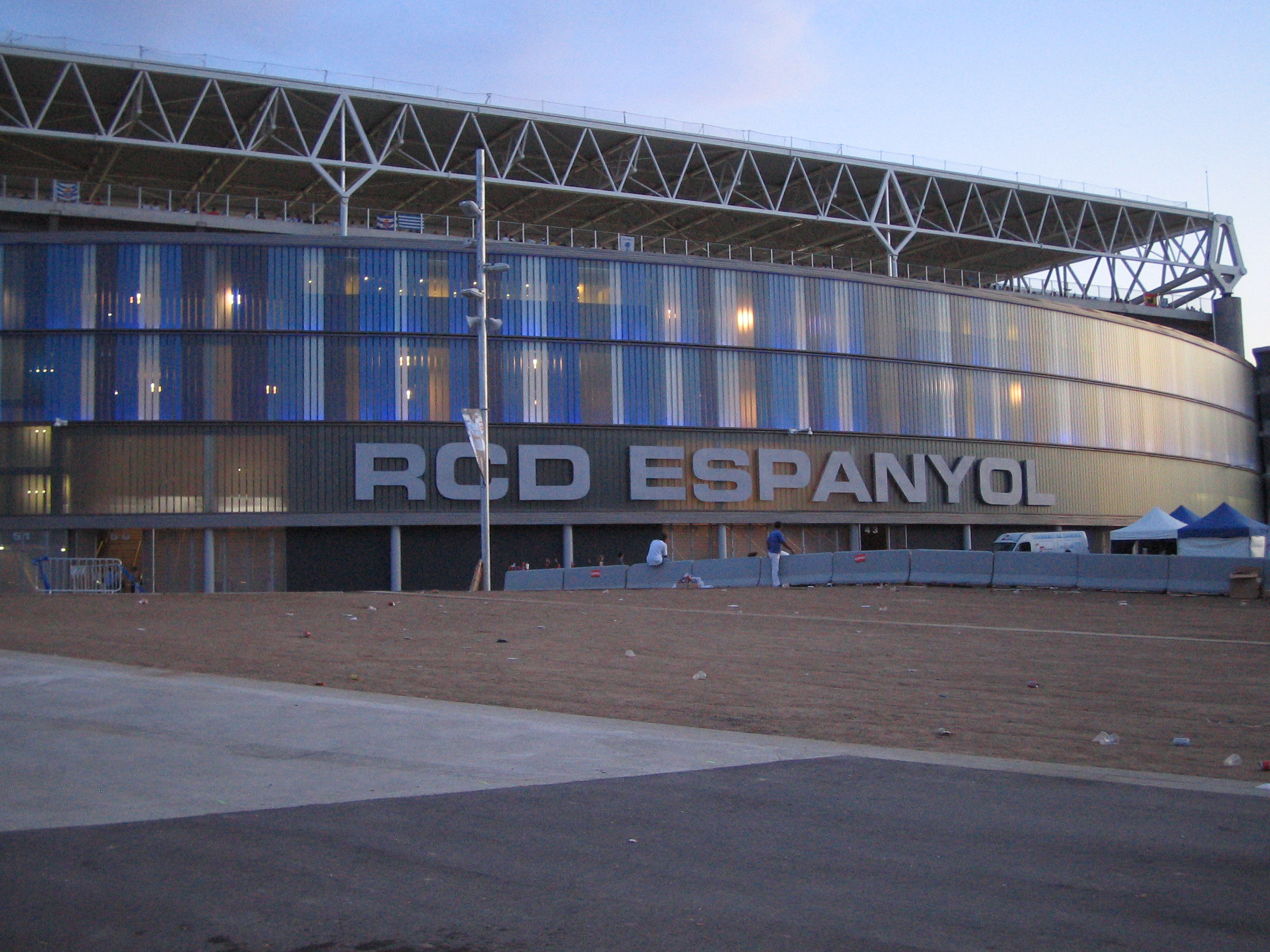
Vue du nouveau stade de l'Espanyol à Cornellà.

Historiquement le club jouait ses matches dans l'Estadi de Sarrià, qui avait une capacité de 43 000 spectateurs. Il a accueilli la Coupe du monde de football de 1982 et le championnat de football des Jeux olympiques d'été de 1992. Il a été démoli en 1997, 74 ans après son inauguration, à cause des problèmes économiques du club.
De 1996 jusqu'à la saison 2008-09 le club jouait ses matchs, au Stade Olympique Lluís Companys à Montjuïc, le stade des Jeux olympiques d'été de 1992 de Barcelone.
En 2003 la première pierre du nouveau stade Cornellà-El Prat est posée ; six ans et 65 millions d'euros après, il peut accueillir 40.500 spectateurs. L'inauguration a lieu le 2 août 2009 à l'occasion d'un match amical contre le Liverpool FC, que les Pericos remportent par 3 à 0.
Le stade change de nom en 2014 en raison d'un nouveau sponsor et se fait appeler Power8 Stadium. Deux ans plus tard, alors que Power8 est en liquidation judiciaire, le complexe sportif est renommé en RCDE Stadium.

### Centre d'entraînement et de formation
La Ciutat Esportiva est inaugurée en 2001 à Sant Adrià del Besòs. Historiquement, l'Espanyol a toujours accordé une place centrale a son centre de formation. Durant son passage en tant qu'entraîneur, Mauricio Pochettino utilise à de nombreuses reprises des joueurs issus du RCD Espanyol B.
Il porte maintenant le nom de Ciutat Esportiva Dani Jarque en hommage à l'ancien capitaine du club, Daniel Jarque.

## Autres équipes

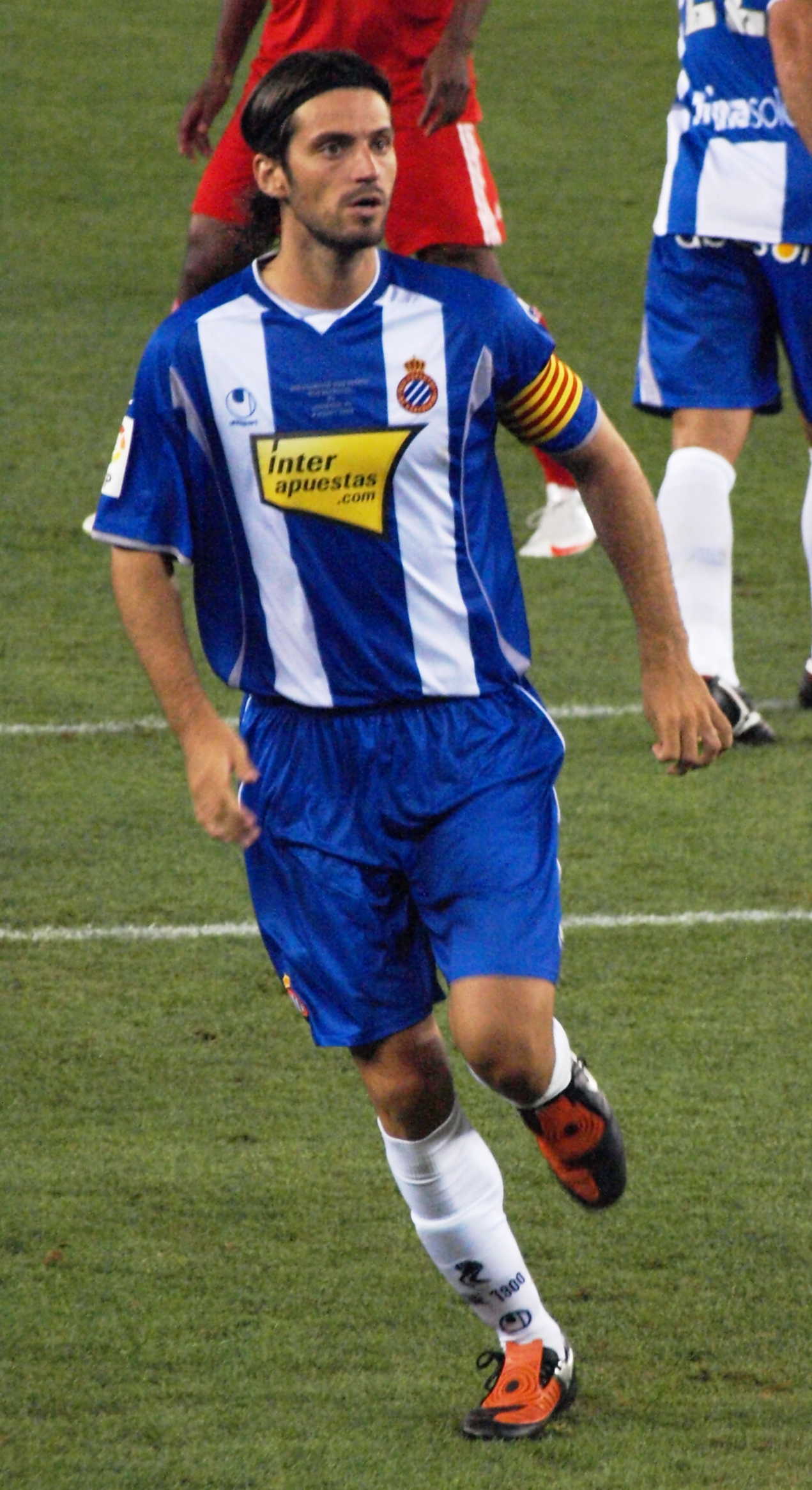
DaniJarque

### Équipe réserve
En 1981, l'Espanyol décide de créer une équipe réserve. Elle se nomme le RCD Espanyol B et joue ses matchs à la Ciutat Esportiva Dani Jarque. L'équipe évolue actuellement en Segunda División B.
L'équipe réserve est un vrai vivier pour le club qui porte une attention particulière a sa formation et a vu de nombreux joueurs en sortir, comme Raúl Tamudo ou Daniel Jarque.

### Équipe féminine
La section féminine de l'Espanyol est fondée en 1970. Elle évolue en Primera División.